# Narvsidan
Narvsidan, nappasidan är utsidan av ett skinn.
Skinn som är framtaget för att användas med narvsidan utåt kallas nappa. Jämför med mockaskinn, som används med köttsidan utåt.